# Trung Quốc không kiểm duyệt

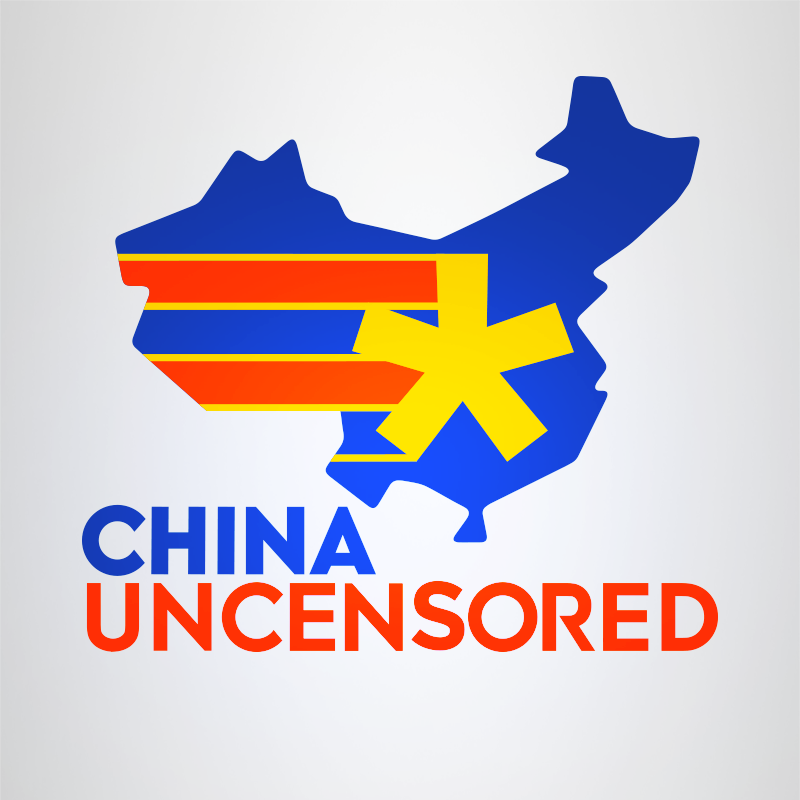
Ảnh bìa Trung Quốc Không Kiểm Duyệt tháng 5/2022

Trung Quốc không kiểm duyệt (tiếng Anh: China Uncensored; tiếng Trung: 中国解密; tiếng Hàn: 차이나 언센서드) là một chương trình tin tức trực tuyến châm biếm tập trung vào các vấn đề chính trị nhạy cảm ở Trung Quốc với yếu tố hài hước. Người dẫn chương trình này là Chris Chappell. Chương trình Trung Quốc không kiểm duyệt do Đài truyền hình Tân Đường Nhân có trụ sở tại thành phố New York chịu trách nhiệm sản xuất, có liên kết với Pháp Luân Công, một phong trào tôn giáo mới bị cấm ở Trung Quốc đại lục.
Vào tháng 4 năm 2017, Apple TV đã tạm thời ngăn chặn không cho phát sóng chương trình của Trung Quốc không kiểm duyệt tại Trung Quốc vì vấn đề pháp lí, đồng thời cũng chặn phát sóng chương trình này ở Hồng Kông và Đài Loan.

## Dẫn chương trình

### Chris Chappell
Chappell, là người gốc Los Angeles, California, Hoa Kỳ. Anh chia sẻ với tờ The Daily Dot rằng anh bắt đầu quan tâm đến Trung Quốc ở tuổi 19 khi anh bị bệnh và một người bạn đã giới thiệu anh đến với khí công. Anh nói chính môn khí công này đã giúp cho anh chữa khỏi bệnh cho chính mình. Chappell cho biết, sau đó anh ấy đã tự nghiên cứu về lịch sử Trung Quốc và võ thuật Trung Quốc. Anh cũng được đào tạo về võ thuật Trung Quốc bởi một bậc thầy Kung fu. Chappell cho biết, anh ấy đã tạo ra Trung Quốc không kiểm duyệt trong khi đưa tin về Trung Quốc vì anh ấy "mệt mỏi với thái độ thiếu khách quan mà bạn phải có tư cách là một phóng viên tin tức thiếu khách quan".
Kể từ tháng 10 năm 2017, Chappell thành lập kênh YouTube Hoa Kỳ chưa tiết lộ. Vào tháng 4 năm 2018, anh ra mắt với tư cách là người đồng dẫn chương trình China Unscripted, một podcast cùng với Matt Gnaizda và Shelley Zhang. 

## Thông tin phát sóng
| Ngôn ngữ phát sóng | Quốc gia phát sóng | Thời gian bắt đầu phát sóng | Thời gian phát sóng   | Nền tảng phát sóng | Kênh phát sóng              |
| ------------------ | ------------------ | --------------------------- | --------------------- | ------------------ | --------------------------- |
| Tiếng Anh          | Hoa Kỳ             | tháng 9 năm 2012            | 2 ngày 1 lần          | YouTube            | China Uncensored            |
| Tiếng Việt         | Việt Nam           | tháng 10 năm 2013           | 2 ngày 1 lần          | YouTube            | Trung Quốc không kiểm duyệt |
| Tiếng Trung        | Trung Quốc         | tháng 3 năm 2014            | đang tạm ngừng        | YouTube            | 中国解密 China Uncensored   |
| Tiếng Hàn          | Hàn Quốc           | tháng 2 năm 2016            | 7 ngày (1 tuần) 1 lần | YouTube            | 차이나 언센서드             |